# 4945 Ikenozenni
4945 Ikenozenni eller 1987 SJ är en asteroid i huvudbältet som upptäcktes den 18 september 1987 av de båda japanska astronomerna Takeshi Urata och Kenzo Suzuki i Toyota. Den är uppkallad efter japanskan Ikenozenni.
Asteroiden har en diameter på ungefär 7 kilometer och den tillhör asteroidgruppen Astraea.